# Rethera komarovi
Rethera komarovi là một loài bướm đêm thuộc họ Sphingidae. Nó được tìm thấy ở tây Nam Âu, Tiểu Á, Afghanistan, Turkestan, Iran và Iraq.
Sải cánh dài 55–65 mm for ssp. komarovi và 65–81 mm for ssp. manifica. Con trưởng thành bay từ giữa tháng 4 đến giữa tháng 6.
Ấu trùng ăn các loài Rubia và Galium.

## Phụ loài
- Rethera komarovi komarovi (vùng núi đông Albania, nam Yugoslavia, bắc Hy Lạp, nam Bulgaria (một số lượgn cô lập), tây, trung và đông Thổ Nhĩ Kỳ, Transcaucasia, Liban, bắc Jordan, bắc Iraq, Armenia, bắc Iran, nam Turkmenistan, nam Uzbekistan (dãy núi tây Gissar), nam và đông Kazakhstan đến Tajikistan và Kyrgyzstan)
- Rethera komarovi boguta (Afghanistan)
- Rethera komarovi manifica (trung và nam Iran)
- Rethera komarovi stipularis (Afghanistan)

## Hình ảnh

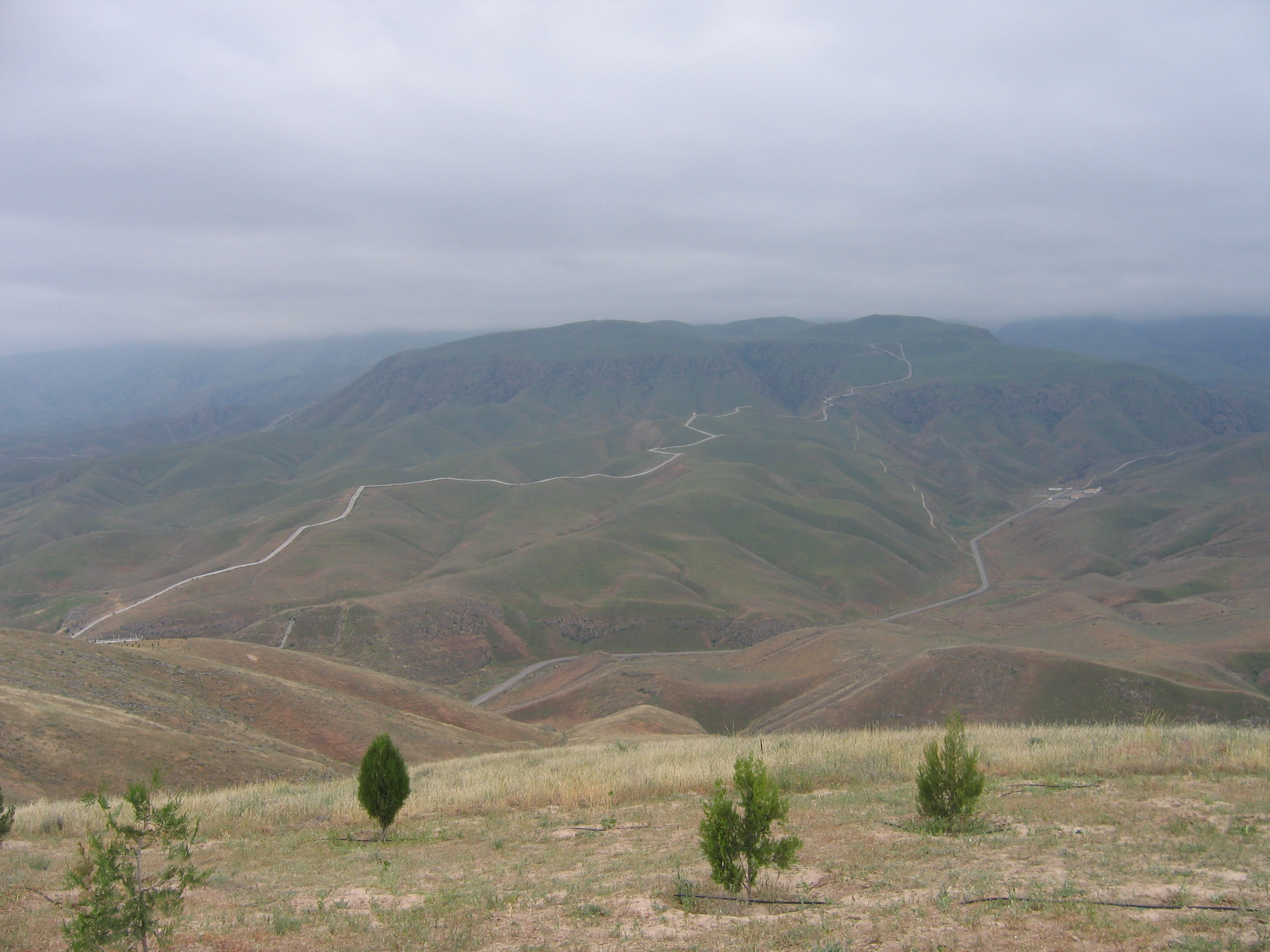